# Lasioglossum packeri
Lasioglossum packeri är en biart som först beskrevs av Jason Gibbs 2010. Den ingår i släktet smalbin och familjen vägbin. Arten finns från mellersta USA till sydöstra Kanada.

## Beskrivning
Huvud och mellankropp är blågröna med ett gyllengult skimmer. Övre delen av munskölden är svartbrun, överläppen (labrum) rödaktig till orangegul hos honan, brungul hos hanen och käkarna i sin helhet orangegula hos honan, medan hanen har större delen gul med svartbruna baser och röda spetsar. Antennerna är mörkbruna med undersidan på de yttre lederna orangegul, medan benen är bruna med de fyra bakre fötterna rödbruna hos honan, medan alla sex fötterna är ljust brungula hos hanen. Vingarna är halvgenomskinliga med blekgula ribbor och genomskinligt rödbruna vingfästen. Bakkroppen är mörkbrun med segmentens bakkanter genomskinligt brungula. Behåringen är vitaktig till rent vit och tämligen gles; dock döljer den delvis ansiktet hos hanen. Arten är mycket liten, honan har en kroppslängd på 4 till 4,4 mm och en framvingelängd på 3,1 till 3,2 mm. Motsvarande värden för hanen är 3,4 till 4,1 mm för kroppslängden och 2,3 till 2,5 mm för vinglängden.

## Utbredning
Lasioglossum packeri förekommer i ett relativt litet område i Nordamerika, omfattande sydöstligaste Alberta och sydligaste Saskatchewan i Kanada, över östra Montana, östra Wyoming samt östra North- och South Dakota till nordöstra Colorado i USA. Den är ingenstans vanlig.

## Etymologi
Arten har fått sitt artepitet, packeri, från auktorns kollega, Laurence Packer, som inte bara gjort bidrag till forskningen om familjens (vägbin) eusocialitet, utan också hjälpt J. Gibbs med hans forskning inför doktorsavhandlingen.

## Ekologi
Biet är en prärieart som har påträffats på växter från familjerna korgblommiga växter (Grindelia squarrosa) och malvaväxter (Sphaeralcea coccinea).